# Manne Siegbahn
Karl Manne Georg Siegbahn (født 3. december 1886 i Örebro, død 26. september 1978 i Stockholm) var en svensk fysiker.
Han var professor i eksperimentel fysik ved Lunds Universitet fra 1920, professor ved Uppsala Universitet fra 1923.
I 1924 blev Manne Siegbahn tildelt Nobelprisen i fysik for sine "opdagelser og forskning inden for røntgenstråle-spektroskopi". Modtagelsen af prisen skete det efterfølgende år. Manne Siegbahn var forælder til Kai Siegbahn, der endvidere også modtog Nobelprisen i fysik år 1981.